# Xuyong

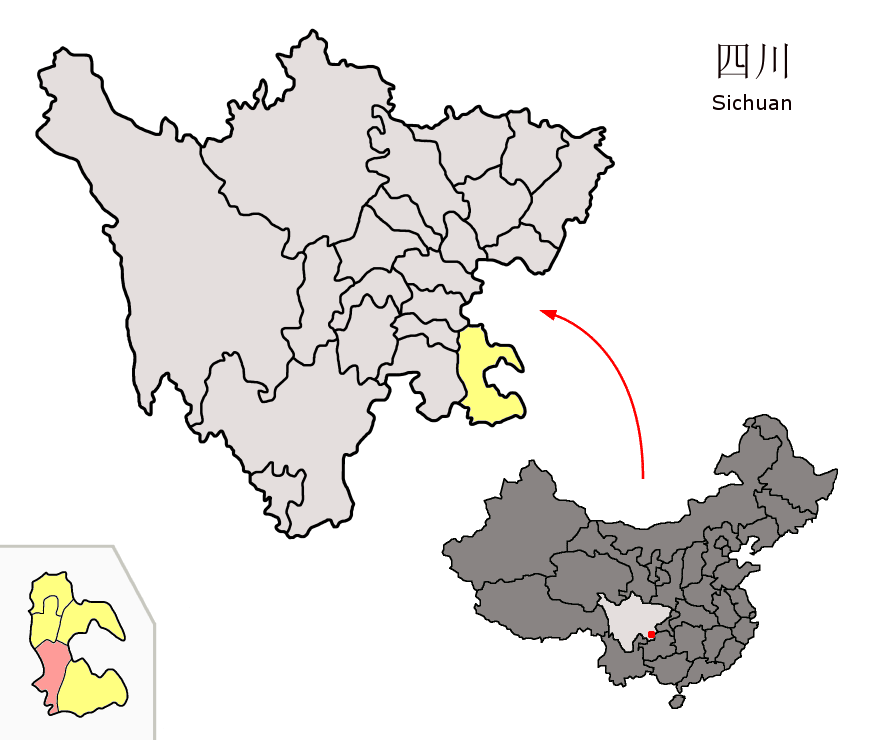
Lage des Kreises Xuyong (rosa) in der bezirksfreien Stadt Luzhou (gelb).

Xuyong (叙永县,  Xùyǒng Xiàn) ist ein Kreis der bezirksfreien Stadt Luzhou in der chinesischen Provinz Sichuan. Die Fläche beträgt 2.894 Quadratkilometer und die Einwohnerzahl 552.979 (Stand: Zensus 2020). 1999 zählte Xuyong 651.347 Einwohner.
Der Frühlings- und Herbsttempel (Chunqiu ci 春秋祠) steht seit 2006 auf der Liste der Denkmäler der Volksrepublik China (6-719).